# 코리칸차

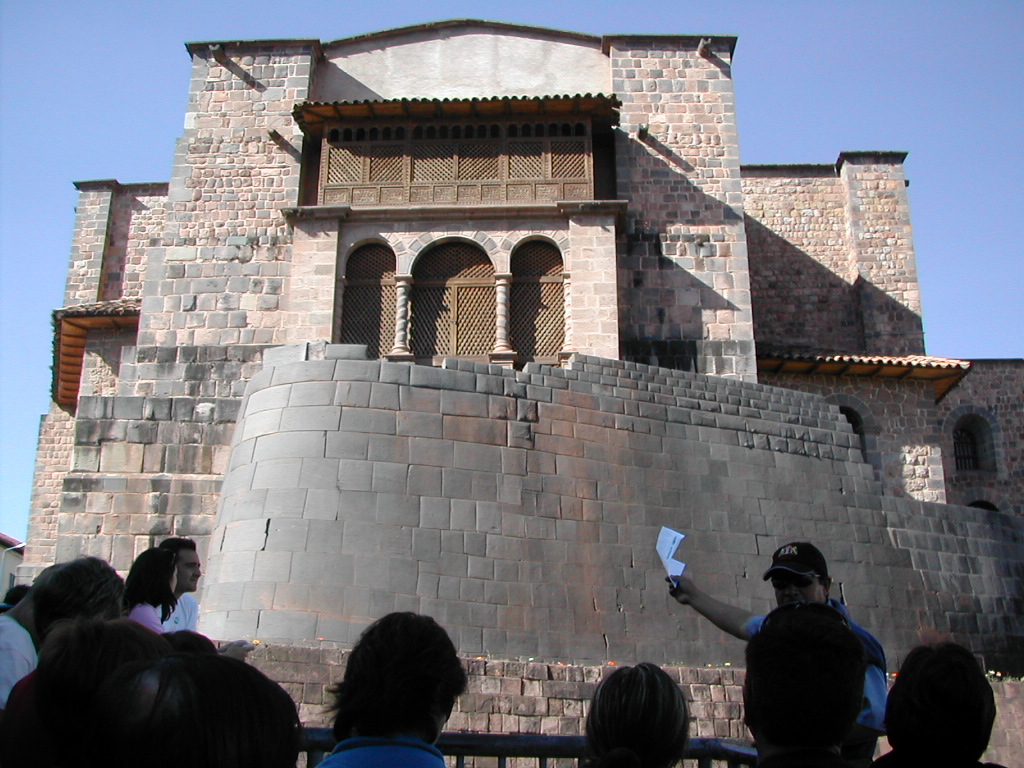
코리칸차

코리칸차(Coricancha)는 페루 쿠스코에 있는 잉카 제국 시대의 신전이다. 흔히 태양의 신전이라고도 불리며, 잉카 제국 시대에 가장 중요시되었던 신전이다.

## 역사
원래 코리칸차의 정식 이름은 '인티칸차' 혹은 '인티와시'였다. 태양신 인티에게 봉헌되었으며, 잉카 제국의 최고 중심지였던 쿠스코의 한복판에 위치해있었다. 16세기에 스페인 군대에 의해 대부분 파괴되었으나, 기단부는 남아 산토 도밍고 성당을 받쳐주고 있다.
잉카인들은 코리칸차를 지을 때, 그 어떤 접착제도 사용하지 않고 오직 매우 정교하게 깎은 큐브형 돌을 끼워맞추는 방식을 사용하였다. 이런 건축 방식은 조그만 결함이나 금이 간 석재들은 절대 사용하지 못하게 만들었고, 이로 인해 코리칸차를 지을 때 훨씬 더 건축의 난이도를 높아졌다. 잉카 제국은 코리칸차를 지을 때 단순히 종교적인 목적 뿐만 아니라, 잉카 제국의 힘을 과시하기 위한 목적도 있었다. 제국 전역에서 석재를 다룰 수 있는 장인들을 상경시켜 강제로 노동을 시켰고, 이는 잉카 제국의 지배력이 남아메리카 서부 지역 전체에 고루 미쳤음을 보여준다.
파차쿠티 잉카 유팡키가 쿠스코를 제국의 수도에 걸맞게 변화시킬 때, 코리칸차에도 극적인 변화가 나타났다. 코리칸차 외부의 벽 전체에 금을 둘렀으며, 신전의 사제들과 부속 건물들의 수를 확충하였다. 신전에서 일하는 수녀들을 위해 금과 은으로 된 꽃병과 가구들을 들여놓았으며, 선대의 사파 잉카들의 미라를 꺼내 황금 마스크와 호화로운 목걸이, 의복, 팔찌, 순금으로 된 망토를 입혀 코리칸차의 성소에 있는 황금 옥좌 위에 안치했다.
현재 우리가 볼 수 있는 벽들은 한 때 순금으로 뒤덮여 있었다. 또한 코리칸차의 안뜰에는 황금 신상들이 가득했으며, 신전 내부의 어딜 가나 보석들과 황금의 찬란한 광채가 번쩍였다. 스페인인들이 이 곳의 모습에 대해 '상상을 벗어난 경외심'이라고 표현했을 정도였다. 스페인 군대가 잉카의 황제 아타우알파를 포로로 잡고 금을 가져오라고 협박했을 때, 대부분의 황금이 바로 이 곳 코리칸차에서 떼어져 운반되었다.
스페인 식민주의자들은 이 곳에 있던 신전을 기단부만 남기고 모두 철거해 버린 후, 대신 산토 도밍고 성당을 그 위에 지었다. 이처럼 잉카 제국 시대의 석조 기단만 남기고 그 위에 유럽풍의 새로운 건물을 짓는 것은 당시에 매우 흔한 일이었다. 이후 페루에서 지진이 일어날 때마다, 유럽인들이 지은 성당은 계속 무너져 내리기를 반복했지만 코리칸차의 기단부는 계속 굳건하게 서있었다. 이를 통해 당시 잉카인들의 뛰어난 석조 세공 기술과 건축 기술을 엿볼 수 있다. 현재 코리칸차 근처에는 유적에서 발견된 미라, 황금 신상, 문서들을 전시하는 박물관이 들어서 있다.

## 같이 보기
- 마추픽추